# الجزيرة 2 (فلم)
الجزيرة 2 هو فيلم مصري من إنتاج عام 2014، وهو الجزء الثاني من فيلم الجزيرة الذي عرض عام 2007، الفيلم من إخراج شريف عرفة وسيناريو وحوار محمد دياب وخالد دياب وشيرين دياب وبطولة كل من أحمد السقا وهند صبري وخالد صالح وخالد الصاوي. قصة الفيلم مستوحاة من قصة حقيقية «قصة عزت حنفي» 

## قصة الفيلم
في أعقاب ثورة 25 يناير، وحوادث اقتحام السجون التي حدثت في تلك الفترة، يهرب منصور الحفني (أحمد السقا) المحكوم عليه بالإعدام من السجن، ويجتمع شمله مع شقيقه فضل وابنه علي، ويعودوا معًا إلى الجزيرة من أجل استعادة ما فقدوه رغم رفض الابن لذلك، ولتحقيق هذا الهدف، يتوجب على منصور أن يقف في مواجهة كريمة (هند صبري)، حبيبته القديمة التي صارت كبيرة عائلتها، ولكنهما يدركا أن قواعد اللعبة قد تغيرت، خاصة مع ظهور زعيم الرحالة الشيخ جعفر (خالد صالح) في المشهد الرئيسي للفيلم.
يبدا الفيلم باحداث ثورة 25 يناير ولقاءات اعلامية للواء رشدى وهدان (خالد الصاوى) وهو “الضابط الذي تم ترقيته بعد القبض على منصور الحفنى في الصعيد” والذي ينال الرضى والمحبة من قيادات وزارة الداخلية لانه نجح في القبض على منصور الحفنى “احمد السقا” بعد هروبه في اللقطات الاخيرة من الجزء الأول ويتحدث رشدى مع مراسلى القنوات عن ان كل شئ تمام وانه لن تحدث اية أعمال شغب خلال يوم 25 يناير عيد الشرطة.
ثم يظهر في أحد السجون التي منصور وعدد من رجاله منهم “الريس جمعة” على ذمة قضايا وأخو كريمة التي كان يحبها منصور وهو أيضا اخر رجال عائلة النجايحة والذي يتوعد منصور بالانتقام من عائلته خلال لحظة خروجه لترحيله وتنفيذ حكم الإعدام، وعندها يتعرض السجن الموجود به منصور إلى اقتحام من قبل المتظاهرين ومعهم عدد من الرجال المجهولين (ويتبين لاحقا أنهم من الجماعات التكفيرية) المدججين بمدافع اعلى سيارات النقل والمزودين بسيارات عالية القوة، تقوم بهدم جدران السجن واقتحامه وهنا يظهر الممثل “حمزة العيلى” مبعوث الجماعات التكفيرية وتكون مهمته هي قتل منصور الحفنى الذي يكون في حالة عراك مع اخر فرد من عائلة النجايحة بعد حدوث حالة من الفوضى داخل السجن وتعرض الضباط والافراد للنيران الحية، ويستطيع مبعوث الجماعات التكفيرية في قتل اخر رجل في عائلة النجايحة ويفشل في قتل منصور الذي يهرب مع الريس جمعة في سيارة. في نفس الوقت ووسط تلك الفوضى والاحداث الدموية تتعرض إحدى مديريات الأمن التي يعمل بها اللواء رشدى وهدان للاقتحام ويامر باطلاق النيران الحية على المتظاهرين.
في الجزيرة تظهران كريمة (حبيبة منصور في الجزيرة في الجزء الأول) “هند صبرى” أصبحت “كبيرة” الجزيرة بعد ان اشترت عائلة النجايحة كل الاراضى التي اخذتها الحكومة من منصور ووصول خبر متقل اخوها لها وتجمع كبارات الجزيرة عندها للمطالبة بتنازلها عن تراس السلطة على الجزيرة بحجة مقتل اخوها فتقوم بتقديم رشوة لهم نظير احتفاظها بالسلطة وهي نصف ارباح مصنع السلاح الذي تمتلكه.
يظهر جعفر كبير الرحالة (خالد صالح) ، قادما في سيارات وعدد من الجمال ورائها إلى جانب عدد من حراسه برفقته ليتقدم بواجب العزاء لكريمة (يظهر لاحقا انه هو من بعث أحد رجاله لتصفية منصور واخيها)، ويعرض عليها الزواج مخبرا اياها بانه يعلم ما لديها من مشكلات مثل تتمثل في طمع كبار الجزيرة فيها مما يضطرها إلى الدفع لهم وايضا اضطراب البلاد والذي يمنعها من توزيع بضاعة مزارعى الجزيرة “من مخدرات وافيون وممنوعات” ومطالبتهم لها بالمال والزاد ورغم ذلك ترفض كريمة عرض جعفر.
بعد خروج منصور من السجن يذهب إلى ولده على منصور الحفني (احمد مالك) الذي رباه اخوه فضل الاخرس (نضال الشافعى) في الإسكندرية لمن أجل العودة إلى الجزيرة واسترداد منصبه (كبيرا) لها، بعد ان يقوم بقطع اخر خيط يربط على بالإسكندرية وهي بنت البقال الذي يحبها علي حبيبته. بينما يدخل رشدى وهدان السجن بتهمة قتل المتظاهرين ويقابل داخل السجن أحد المسئولين الكبار بالوزارة والذي يطمئنخ بأنه لا خوف عليهم بالسجن.
يدخل منصور وكريمة وعائلة الرحايمة وهم أهل ام على (سامى مغاورى) عم زوجة منصور التي قتلها النجايحة وبناته صفية (اروى جودة) وزينب وهدية في صراعات للحصول على السلطة على الجزيرة ودعم وثقة اهلها في الوقت الذي يقوم فيه جعفر كبير الرحالة باللعب على جميع الاطراف.
وتبدا حركة الرحالة بين الاطراف كافة بقيادة جعفر الذي تمكن جعفر خلال ظروف الانفلات الامنى بالبلاد من الإيقاع بمنصور وقتل اخوه فضل ومحاولة قتل ابنه على من خلال وعده باصدار عفو رئاسى عنه ووعده بتبادل المخدرات التي اخذها منصور من مزارعو الجزيرة بسلاح عالى القيمة “صواريخ سكود” وتوفير مشترى وهمى لها من خلال الضابط رشدى الذي قام منصور بتهريبه من سيارة الترحيلات ومن داخل أحد مبانى اجهزة الوزارة مستخدما حجج التظاهر في مقابل ان يسمح منصور للرحالة بالنزول على الجزيرة، والإيقاع بكريمة وقتل كل عائلتها والإيقاع بالضابط رشدى وقتل زوجته وابنه بسيارة مفخخة بعد صدور الحكم عليه بالبراءة امام المحكمة والإيقاع باهل الجزيرة ذاتهم بعد وعدهم بالحماية ونزع تسليحهم واجبارهم على بيع اراضيهم بابخس الاسعار واقامة حد الحرابة على المتمردن حيث يظهر جعفر بانه المتحكم في كل شئ والمتلاعب بجميع اطراف الصراع بمن فيهم الضابط رشدى نفسه الذي كان يرجو منصور وجعفر بان يتركوه في حاله.
يقرر الضابط رشدى الانتقام من جعفر بعد ان افقده عائلته وفي نفس الوقت قرر منصور ونجله على الانتقام لمقتل فضل من جعفر أيضا قام جعفر بقذف الجزيرة وبيوتها ومساجدها واهلها بصواريخ الاسكود من اعلى الجبال وفعلا اتت الصواريخ على الاخضر واليابس في الجزيرة ولكن بعد ان وجد منصور وعلى ورشدى وعدد من رجال الجزيرة طريقهم إلى جعفر الذي وقف يخطب اعلى الجبل في الرحالة لحثهم على ضرب الجزيرة وهنا تقع الاشتباكات الاخيرة في الفليم والتي انتهت بتصدع أحد الكهوف على راس الثلاثة منصور وجعفر ورشدى ودخول على واحد افراد الرحالة “محمد عادل” في عراك بالايدى ينتهى بترك على له دون قتله. ودعوة صفية والريس جمعة للشاب على منصور الحفنى للتوقف عن البكاء على والده وتحمل مسئولية كبير الجزيرة وحزن كريمة على منصور وضيقها من تولى على مقاليد الامور على الجزيرة..ولقطة اخير لشراذم الرحالة المتبقية ومنها الوجه الجديد محمد عادل، ويظهر داخل الكهف تكشف عن بقاء منصور ورشدى وجعفر على قيد الحياة رغم اصاباتهم.

## طاقم التمثيل
- أحمد السقا بدور (منصور الحفني)
- خالد صالح بدور (جعفر)
- خالد الصاوي بدور (رشدي)
- هند صبري بدور (كريمة)
- أحمد مالك بدور (علي الحفني)
- أروى جودة بدور (صفية)
- نضال الشافعي بدور (فضل الحفني)
- سامح صبري بدور (حماد)
- حنان يوسف بدور (والدة كريمة)
- محمد التاجي
- سامي مغاوري
- محمد أبو الوفا
- حمزة العيلي
- مي الغيطي بدور (هدية)

## فريق العمل
- إخراج: شريف عرفة
- سيناريو وحوار: محمد دياب، خالد دياب، شيرين دياب
- إنتاج: هشام عبد الخالق
- توزيع: المجموعة الفنية المتحدة
- مونتاج: داليا الناصر
- موسيقى تصويرية: عمر خيرت
- مدير التصوير: أيمن أبو المكارم

## اقتباسات
- أحد كبار رجال الداخلية للضابط رشدي وهم بالسجن: “بص يا رشدى احنا ان شاء الله طالعين براءة..تقلق بس لما عسكرى السجن يبطل يديك التحية وأنت مسجون..الغلط كتير في كل حتة في البلد، بس احنا اللى بنشيله في الآخر”. [2]
- رشدي يتحدث مع أحد كبار قيادات الداخلية الوزارة صارخا حول مدى قوة الرحالة وزعيمهم جعفر خاصة بعد مقولة رشدى (الرحالة دول اقوى من منصور الحفنى في عزه 10 مرات)
- كريمة بعد ان أصبح علي منصور الحفني كبيرا للجزيرة في نهاية الفيلم: (معتش غير العيال اللى هيبقوا كبار للجزيرة الله يرحمك يا منصور ويرحمنا)

## معلومات حول الفيلم
- هو الجزء الثاني من فيلم (الجزيرة) وكان من المقرر تصويره في أكتوبر 2013، ولكن تم تأجيله بسبب الانفلات الأمني التي كانت تعاني منه مصر حينها.
- آخر الأعمال التي شارك فيها الفنان خالد صالح قبل وفاته.
- كان من المقرر أن يكون هناك عرض خاص للفيلم قبيل عرضه في عيد الأضحى المبارك ببضعة أيام، لكنه ألغى بسبب وفاة خالد صالح.
- تصدر الفيلم إيرادات موسم أفلام عيد الأضحى لعام 2014 بإيرادات وصلت إلى 35 مليون جنيه.

## وصلات خارجية
- مقالات تستعمل روابط فنية بلا صلة مع ويكي بيانات
- صفحة الفيلم على موقع السينما
- فيلم الجزيرة 2 بين الشرطة والثورة